# Original Greatest Hits
Original Greatest Hits (2003) è la ristampa di Definitive Collection, raccolta dei Rockets originariamente pubblicata nel 2000.

## Tracce
1. Beta gamma – 1:11
2. On the Road Again (live version) – 4:51
3. One more mission – 4:15
4. Venus rapsody – 4:18
5. Don't give up – 4:58
6. Electro voice – 3:10
7. Electric delight – 4:38
8. Contact – 4:50
9. Space rock – 4:38
10. Anastasis – 4:35
11. Ideomatic – 4:14
12. New solution – 4:07
13. Ziga ziga 999 – 4:00
14. Prophecy – 4:53
15. Back to your planet – 3:55
16. Franca – 5:04
17. Future woman – 3:44
18. Galactica (new version) – 4:24
19. If you drive – 4:47
20. Wake up – 4:40
21. In the galaxy – 5:15
22. On the road again – 4:36
23. Over the horizon – 3:46
24. Atomic – 4:06
25. Some other place, some other time – 6:21
26. Under the sun – 4:30
27. Galactica (original version) – 4:33
28. Astrostorm – 5:18
29. Cosmic race – 4:17
30. Astrolight – 3:56
31. Count down – 5:11
32. A million miles away – 5:28
33. Future woman (love on the radio-Brahama) – 4:06
34. Sweetest Dream – 4:16

## Formazione
- Christian Le Bartz - voce
- 'Little' Gérard L'Her - voce e basso
- Alain Maratrat - chitarra, tastiere e voce
- Alain Groetzinger - batteria e percussioni
- Fabrice Quagliotti - tastiere